# 特爾倫傑尼鄉

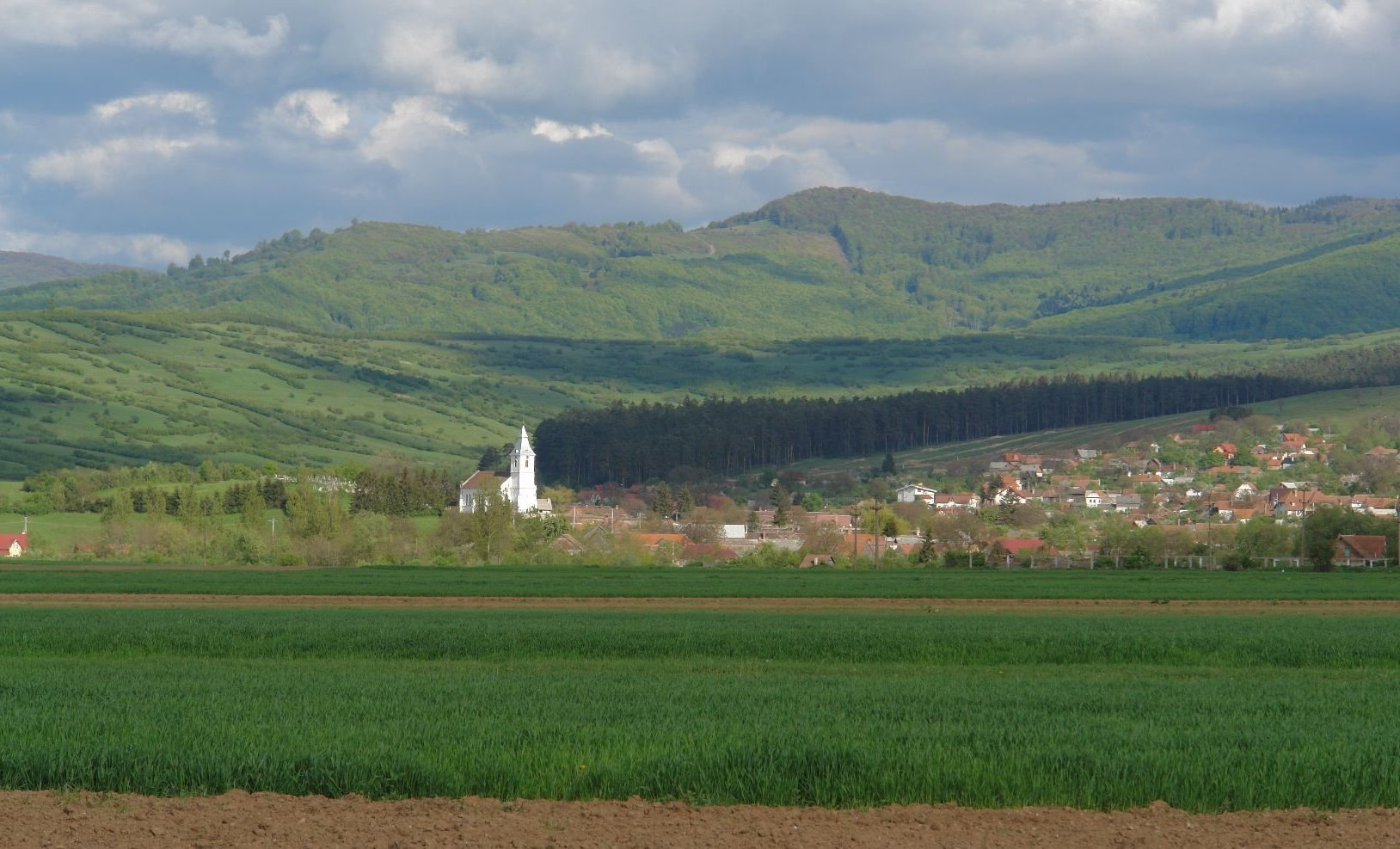

45°38′N 25°45′E / 45.633°N 25.750°E
特爾倫傑尼鄉（羅馬尼亞語：Comuna Tărlungeni, Brașov），是羅馬尼亞的鄉份，位於該國中部，由布拉索夫縣負責管轄，面積136平方公里，海拔高度618米，2007年人口7,996，人口密度每平方公里59人。